# Hugh of Bennum
Hugh of Bennum (auch Hugh of Benham oder of Benholm; † zwischen Dezember 1281 und 17. Juni 1282) war ein schottischer Geistlicher. Ab 1271 oder 1272 war er Bischof von Aberdeen.

## Herkunft
Hugh of Bennum erhielt seinen Beinamen vermutlich nach Benholm in Kincardineshire. Sein Vater war möglicherweise Hugh de Benne, ein Landbesitzer in Benholm. Wenn dieser sein Vater war, heiratete seine Schwester Christina einen Walter of Lundin, der dann durch seine Frau in den 1230er Jahren den Landbesitz der Familie in Benholm erbte.

## Aufstieg zum Bischof
Hugh of Bennum wurde Geistlicher und wurde zwischen 1247 und 1257 Kanoniker an der Kathedrale von Aberdeen. Im November 1266 wurde er zum Kanzler des Bistums Aberdeen ernannt. Nach dem Tod von Bischof Richard de Potton wurde er 1271 oder 1272 zum neuen Bischof von Aberdeen gewählt. Da die schottischen Bistümer direkt der Kurie unterstellt waren, musste die Wahl vom Papst bestätigt werden. Bennum reiste zur Kurie und wurde zwischen dem 27. März und dem 23. Juli 1272 von Papst Gregor X. in Orvieto zum Bischof geweiht.

## Tätigkeit als Bischof
Nach seiner Weihe in Italien kehrte Bennum nach Schottland zurück. Thomas de Bennam, der womöglich mit ihm verwandt war und ihn nach Italien begleitet hatte, wurde sein Nachfolger als Kanzler. 1274 gehörte Bennum vermutlich zu den schottischen Bischöfen, die am Zweiten Konzil von Lyon teilnahmen. Nach seiner Rückkehr wurde er mehrmals von der Kurie beauftragt, die Eignung von neugewählten schottischen Bischöfen für das Amt zu überprüfen. Als Bischof kümmerte er sich offensichtlich ernsthaft um die Verwaltung seines Bistums, wobei er die Unterstützung des in der Region einflussreichen Alexander Comyn, 6. Earl of Buchan hatte. Er begann mit dem Wiederaufbau der Kathedrale von Aberdeen und nahm an mehreren Provinzialkonzilen teil. Dabei soll er eine dieser Versammlungen der schottischen Kirche auch geleitet haben. Nach älteren Angaben soll er bereits 1279 gestorben sein, doch im Dezember 1281 bezeugte er zusammen mit anderen schottischen Bischöfen die Thronfolgeregelung, als Alexander, der älteste Sohn von König Alexander III., eine Tochter des Grafen von Flandern heiratete. Danach wird er nicht mehr erwähnt, am 17. Juni 1282 wurde ein neuer Bischof für Aberdeen ernannt. Er soll bei einem Überfall ermordet oder an einer Erkältung gestorben sein.